# Jia Zhibang
Jia Zhibang (chinesisch 贾治邦; * November 1946 in Wuqi, Provinz Shaanxi) ist ein chinesischer Politiker der Kommunistischen Partei Chinas (KPCh), der unter anderem zwischen 2002 und 2004 Gouverneur der Provinz Shaanxi sowie von 2005 bis 2012 Direktor der Staatlichen Forstverwaltung war.

## Leben
Jia Zhibang, Angehöriger des Han-Volkes, wurde 1962 Mitglied der KPCh und arbeitete zunächst von 1965 bis 1967 in der Propagandaabteilung des Parteikomitees des Kreises Zhidan. Im Anschluss wechselte er 1967 zur Transistorfabrik in Yan’an und war während der Kulturrevolution Vize-Vorsitzender des Revolutionskomitees und danach Werkstattleiter und Mitglied des Ständigen Ausschusses des Parteikomitees dieser Fabrik, ehe er zuletzt bis 1981 stellvertretender Direktor der daraus hervorgegangenen Radiofabrik Yan’an war. Während dieser Zeit absolvierte er zwischen 1978 und 1980 ein Studium der Fachrichtung Industrieökonomie und Management an der Hochschule für Radiomanagement, die heute zur Dianzi-Universität Hangzhou gehört. Anschließend war er zwischen 1982 und 1988 in Personalunion stellvertretender Leiter für Abteilung für Materialien und Ausrüstung sowie stellvertretender Leiter der Abteilung für Wirtschaftsforschung der Beratungskommission des Provinzkomitees der KPCh von Shaanxi. Daneben solvierte er von 1983 bis 1988 ein Fernstudium der Fachrichtung Nationales Wirtschaftsmanagement an der Renmin-Universität China und fungierte zudem zwischen 1985 und 1988 als Leiter der Abteilung Dienstleistungen des Allgemeinen Amtes der Volksregierung der Provinz Shaanxi.
Daraufhin fungierte Jia von 1988 bis 1990 in Personalunion als stellvertretender Generalsekretär der Volksregierung sowie als stellvertretender Direktor des Allgemeinen Amtes der Volksregierung der Provinz Shaanxi, ehe er zwischen 1990 und 1994 stellvertretender Sekretär des Parteikomitees der KPCh von Yan’an sowie zeitgleich Direktor des Verwaltungsbüros dieser bezirksfreien Stadt war. Auf dem XIV. Parteitag im Oktober 1992 wurde er Kandidat des Zentralkomitees (ZK der KPCh) und behielt diese Funktion nach seiner Wiederwahl auf dem XV. Parteitag im September 1997 bis November 2002. Zugleich war er zwischen 1993 und 2004 Mitglied des Ständigen Ausschusses des Provinzkomitees der KPCh von Shaanxi. 1994 wurde er Vizegouverneur der Provinz Shaanxi und bekleidete diese Funktion bis 2002, wodurch er Stellvertreter des damaligen Provinzgouverneurs Cheng Andong war. Gleichzeitig fungierte er zwischen 1998 und 2004 als Stellvertretender Sekretär des Provinzkomitees der KPCh von Shaanxi und war damit Vertreter des Parteisekretärs dieser Provinz, Li Jianguo. Als Nachfolger von Cheng Andong wurde er am 20. Mai 2002 zunächst kommissarischer Gouverneur sowie im Januar 2003 Gouverneur der Provinz Shaanxi und bekleidete dieses Amt bis zu seiner Ablösung durch Chen Deming am 28. Oktober 2004.
Auf dem XVI. Parteitag im November 2002 wurde Jia erstmals zum Mitglied des ZK der KPCh gewählt und gehörte diesem Führungsgremium der Partei nach seiner Wiederwahl auf dem XVII. Parteitag im Oktober 2007 zehn Jahre lang bis November 2012 an. Nachdem er zwischen 2004 und 2005 als stellvertretender Direktor im Ministerium für zivile Angelegenheiten tätig gewesen war, löste er im Dezember 2005 Zhou Shengxian als Direktor der Staatlichen Forstverwaltung ab. Diesen Posten bekleidete er bis März 2012 und wurde daraufhin von Zhao Shucong abgelöst. Ald Nachfolger von Zhang Weiqing fungierte er zuletzt con 2013 bis zu seiner Ablösung durch Li Wei als Vorsitzender des Bevölkerungs-, Ressourcen- und Umweltausschusses des Nationalkomitees der Politischen Konsultativkonferenz des chinesischen Volkes.

## Weblink
- Jia Zhibang (chinavitae.com) (Memento vom 29. August 2019 im Internet Archive)